# Южаков, Михаил Ильич
Михаил Ильич Южаков (5 ноября 1870, Иркутск — 13 апреля 1948, Ленинград) — русский и советский инженер, ученый, государственный деятель, статский советник. Первый биограф русского изобретателя И. И. Ползунова.

## Биография
Родился в 1870 году в Иркутске. Происходил из семьи иркутских прибайкальских казаков, потомственный дворянин. В 1888 году получил стипендию для обучения в Иркутском техническом училище.
Окончил Петербургский технологический институт по специальности инженер-технолог. Стал одним из первых профессоров открытого в 1900 году Томского технологического института.
В 1903—1904 учился в Германии и Австрии, где посетил многочисленные промышленные предприятия. По возвращении опубликовал отчёт о поездке, где одним из первых в России описал новейшие двигатели внутреннего сгорания, разработанные в Германии.
Преподавал в Иркутском промышленном училище.
С 1906 по 1912 городской инженер Иркутска. Автор проекта Начального училища им. Н. В. Гоголя (1909), перестроек зданий Губернского казначейства и Второй женской гимназии. Выступил соавтором доклада об устройстве городской канализации (1910).
С 1912 года директор Иркутского реального училища.
В 1910—1916 гласный Иркутской городской думы. Отказался от звания гласного по собственному желанию.
Активно участвовал в работе комиссий по устройству моста через Ангару и по созданию Иркутского университета.
После Революции 1917 года перебрался с семьей в Петроград, где преподавал теоретическую механику в Технологическом институте.
В 1941 году при приближении немцев пешком пришёл в Ленинград с собственной дачи в Вырице. Перенес блокаду.
Умер в 1948 году в Ленинграде. Похоронен на Богословском кладбище.
Был дважды женат. От первого брака — дочь Ольга, от второго — с Ольгой Алексеевной Южаковой (урождённой Леопольдиной Грюнвальд) — сын Виктор, дочери Мария, Людмила, бывшая женой известного саратовского психолога И. В. Страхова (1905–1985), и Надежда.
Имел личное дворянство. Владел одним из первых в Иркутской губернии автомобилем.

## Библиография

Титульный лист книги М. И. Южакова "Шихтмейстер Иван Иванович Ползунов и его паровая машина". Томск, 1906.

## В искусстве
- Персонаж книги В. М. Рекуновой «Иркутские Истории». Часть II (1907-1910). Иркутск, 2014.